# Sait Faik Abasıyanık

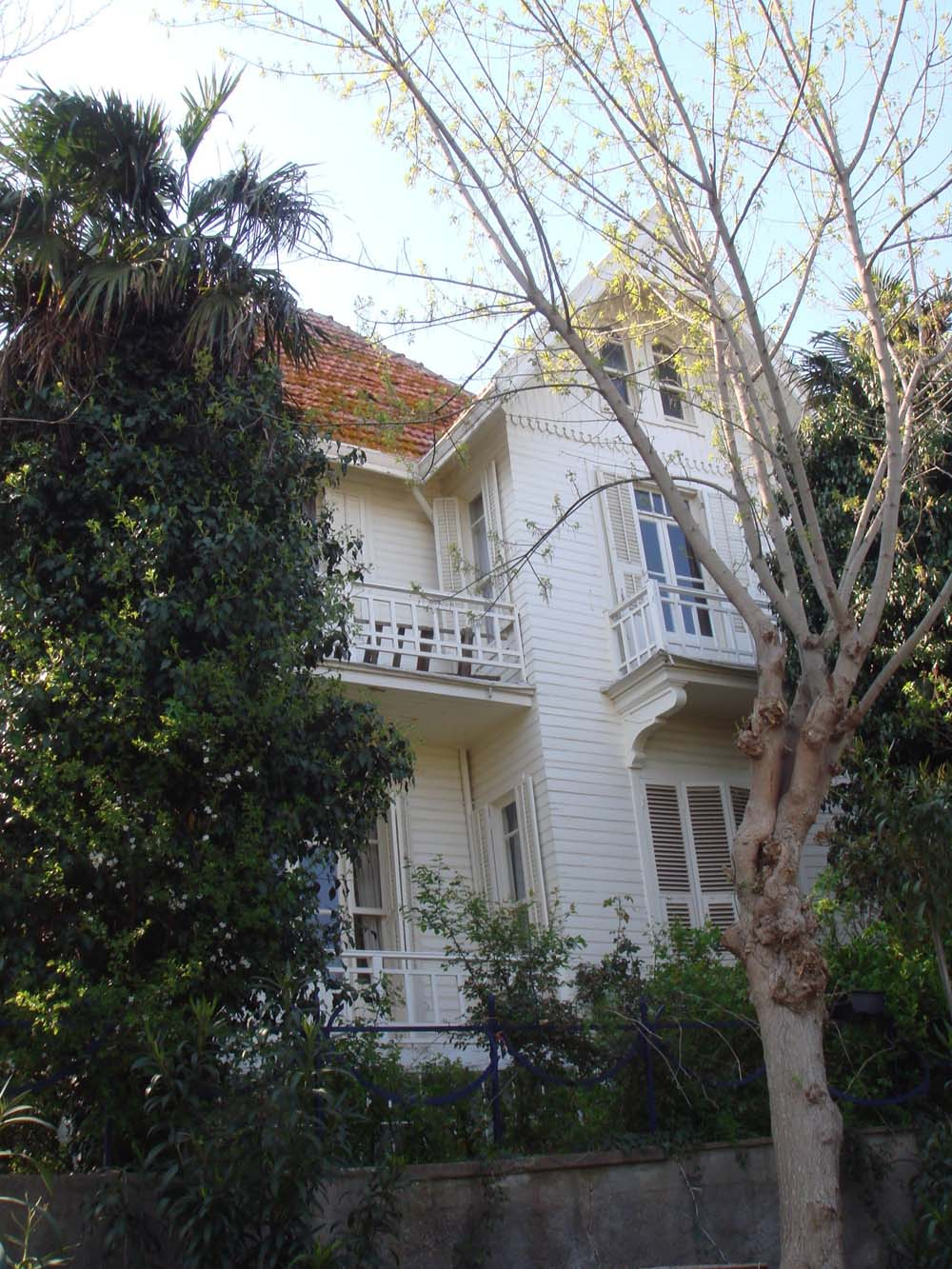
Museu Sait Faik Abasıyanık em Burgazada (2009)

Sait Faik Abasiyanik (Adapazarı, 18 de novembro de 1906 - 11 de maio de 1954) foi um escritor turco autor de romances realistas, em estilo pouco convencional, que exploram as emoções humanas a partir de recordações pessoais. As suas principais obras foram Semaver (1936) e O homem inútil (1948).

## Obras
| Year | Nome                     | Título em inglês                 | Tipo    |
| ---- | ------------------------ | -------------------------------- | ------- |
| 1936 | Semaver                  | The Tea Urn                      | Contos  |
| 1939 | Sarnıç                   | The Fountain                     | Contos  |
| 1940 | Şahmerdan                | The Serpent                      | Contos  |
| 1948 | Lüzumsuz Adam            | The Useless Man                  | Contos  |
| 1950 | Mahalle Kahvesi          | The Café House                   | Contos  |
| 1951 | Havada Bulut             | Cloud in the Sky                 | Contos  |
| 1951 | Kumpanya                 | The Company                      | Contos  |
| 1952 | Havuz Başı               | The Poolside                     | Contos  |
| 1952 | Bir Takım Insanlar       | A Group of People                | Romance |
|      | Son Kuşlar               | The Last Birds                   | Contos  |
| 1953 | Alemdağ'da Var Bir Yılan | There's a Snake at Alem Mountain | Contos  |
| 1953 | Kayıp Aranıyor           | Looking for the Missing          | Romance |
| 1953 | Şimdi Sevişme Vakti      | Now, It is Time for Love         | Poesia  |
| 1954 | Az Şekerli               | Just a Bit of Sugar              | Contos  |